# زانکت کاترین ام اوفنگ
زانکت کاترین ام اوفنگ (به آلمانی: Sankt Kathrein am Offenegg) یک منطقهٔ مسکونی در اتریش است که در وایتس واقع شده‌است. زانکت کاترین ام اوفنگ ۴۰٫۲۴ کیلومتر مربع مساحت دارد ۹۷۲ متر بالاتر از سطح دریا واقع شده‌است.